# Toma de control de Socotra por los Emiratos Árabes Unidos
El 30 de abril de 2018, los Emiratos Árabes Unidos desplegaron más de cien soldados con artillería y vehículos blindados en el archipiélago yemení de Socotra, el cual se ubica en el mar Arábigo sin coordinación previa con el gobierno de Yemen. El despliegue inicial consistió en la llegada de los primeros aviones militares de los Emiratos Árabes Unidos con más de cincuenta soldados de los Emiratos Árabes Unidos y dos vehículos blindados, seguidos inmediatamente por dos aviones que transportaban más soldados, tanques y vehículos blindados. Poco después del aterrizaje, las fuerzas de los Emiratos Árabes Unidos expulsaron a los soldados yemeníes estacionados en instalaciones clave, incluido el aeropuerto de Socotra y la bandera de los Emiratos Árabes Unidos fue levantada en los edificios oficiales del gobierno en Hadiboh.
El gobierno de Yemen reconoció internacionalmente el asalto como "un acto de agresión", sin embargo, no se informó de ninguna resistencia militar a los ocupantes de los Emiratos Árabes Unidos.
Dos semanas más tarde, el 14 de mayo, se desplegaron también tropas sauditas en el archipiélago y se negoció un acuerdo entre los Emiratos Árabes Unidos y Yemen para un ejercicio conjunto de entrenamiento militar y el regreso del control administrativo del aeropuerto de Socotra y puerto a Yemen.
El 31 de diciembre de 2018, un funcionario de los EAU que visitaba Socotra declaró que la isla se convertiría en parte de los EAU y que sus residentes recibirían la ciudadanía de los EAU.

## Antecedentes
En 2016 los Emiratos Árabes Unidos aumentaron los suministros entregados a Socotra, que habían sido en gran medida abandonados y olvidados durante el conflicto en curso. En octubre de 2016, el 31.er avión de carga aterrizó en el aeropuerto de Socotra con dos toneladas de objetos destinados a la ayuda humanitaria.
En 2017 las tropas emiratíes ya habían sido desplegadas en la isla como parte de la intervención liderada por Arabia Saudita en Yemen, algunas facciones políticas yemeníes acusaron a los Emiratos Árabes Unidos de saquear y de arrasar la flora de la isla.

## Reacciones
Una declaración de la oficina del primer ministro yemení Ahmed ben Dagher dijo que la toma del puerto y el aeropuerto de los Emiratos Árabes Unidos en Socotra fue un asalto "injustificado" contra la soberanía de Yemen. El Ministerio de Asuntos Exteriores de los EAU respondió diciendo que estaba "sorprendido" por la declaración y culpó a la Hermandad Musulmana por "distorsionar" su papel - "La presencia militar de los Emiratos Árabes Unidos en todas las provincias yemeníes liberadas, incluida Socotra, entra dentro de los esfuerzos de la Coalición Árabe para apoyar al gobierno legítimo en esta etapa crítica de la historia de Yemen."
El Ministro de Asuntos Exteriores de los EAU Anwar Gargash publicó en Twitter: "Algunas personas nos recordaron recientemente a la isla de Socotra para desafiar la intervención a la coalición árabe y los EAU. Tenemos relaciones históricas con las familias y las personas de Socotra".
El 3 de mayo de 2018, cientos de lugareños se manifestaron contra la toma de poder de los EAU, exigiendo un retiro inmediato. Sin embargo, el 6 de mayo de 2018, partidarios proemiratíes se reunieron en la capital de la isla, Hadiboh para apoyar la presencia de los EAU en la isla.
El 10 de mayo de 2018, Estados Unidos dijo que estaba "siguiendo de cerca la situación en la isla de Socotra" y pidió "la reducción de la escala y el diálogo" entre los EAU y Yemen.
El 11 de mayo de 2018, Turquía mostró preocupación por el evento. El Ministerio de Relaciones Exteriores de Turquía dijo "seguimos de cerca los recientes acontecimientos en la isla yemení de Socotra. Nos preocupan estos acontecimientos que representan una nueva amenaza para la integridad territorial y la soberanía de Yemen", y pidió a todos los actores relevantes que respeten al gobierno yemení legítimo y se abstengan de tomar medidas que puedan complicar aún más la situación.